# گودیوو
گودیوو (به صربی: Godljevo) یک روستا در صربستان است که در کوسیریچ واقع شده‌است. گودیوو ۳۴۸ نفر جمعیت دارد.